# Li Nina
Li Nina (cinese: 李妮娜; Benxi, 10 gennaio 1983) è un'ex sciatrice freestyle cinese, vincitrice di tre titoli mondiali nei salti e di due Coppe del Mondo.

## Biografia
In Coppa del Mondo ha esordito l'8 settembre 2001 a Mount Buller, subito ottenendo il primo podio (2ª), e ha conquistato la prima vittoria il 28 febbraio 2004 a Špindlerův Mlýn.
In carriera ha partecipato a quattro edizioni dei Giochi olimpici invernali, Salt Lake City 2002 (5ª nei salti), Torino 2006 (2ª nei salti), Vancouver 2010 (2ª nei salti) e Soči 2014 (4ª nei salti), e a cinque dei Campionati mondiali, vincendo la medaglia d'oro a Ruka 2005, Madonna di Campiglio 2007 e Inawashiro 2009.

## Palmarès

### Mondiali
- 3 medaglie:
  - 3 ori (salti a Ruka 2005; salti a Madonna di Campiglio 2007; salti a Inawashiro 2009)

### Universiadi
- 1 medaglia:
  - 1 oro (salti a Harbin 2007)

### Coppa del Mondo
- Vincitrice della Coppa del Mondo di freestyle nel 2005 e nel 2010
- Vincitrice della Coppa del Mondo di salti nel 2005, nel 2010 e nel 2014
- 45 podi:
  - 18 vittorie
  - 19 secondi posti
  - 8 terzi posti

#### Coppa del Mondo - vittorie
| Data             | Luogo                | Paese       | Disciplina |
| ---------------- | -------------------- | ----------- | ---------- |
| 28 febbraio 2004 | Špindlerův Mlýn      | Rep. Ceca   | AE         |
| 14 gennaio 2005  | Lake Placid          | Stati Uniti | AE         |
| 16 gennaio 2005  | Lake Placid          | Stati Uniti | AE         |
| 28 gennaio 2005  | Deer Valley          | Stati Uniti | AE         |
| 12 febbraio 2005 | Changchun            | Cina        | AE         |
| 5 marzo 2005     | Špindlerův Mlýn      | Rep. Ceca   | AE         |
| 11 marzo 2005    | Madonna di Campiglio | Italia      | AE         |
| 3 settembre 2005 | Mount Buller         | Australia   | AE         |
| 4 settembre 2005 | Mount Buller         | Australia   | AE         |
| 5 febbraio 2006  | Špindlerův Mlýn      | Rep. Ceca   | AE         |
| 9 dicembre 2006  | Beidahu              | Cina        | AE         |
| 10 dicembre 2006 | Beidahu              | Cina        | AE         |
| 1º febbraio 2008 | Deer Valley          | Stati Uniti | AE         |
| 30 gennaio 2009  | Deer Valley          | Stati Uniti | AE         |
| 10 gennaio 2010  | Calgary              | Canada      | AE         |
| 30 gennaio 2010  | Mont Gabriel         | Canada      | AE         |
| 15 dicembre 2013 | Beidahu              | Cina        | AE         |
| 18 gennaio 2014  | Lake Placid          | Stati Uniti | AE         |

Legenda:

AE = salti

### Campionati cinesi
- 2 medaglie[2]:
  - 1 oro (salti nel 2004)
  - 1 argento (salti nel 2003)